# Установка фракціонування в Чайковському
Установка фракціонування у Чайковському – газопереробне виробництво у Пермському краї Росії. 
У 1979-му в Чайковському стала до ладу Центральна газофракційна установка (ЦГФУ), яка була призначена для розділення фракції С3+ (у російській термінології відома як широка фракція легких вуглеводнів, ШФЛУ) із отриманням пропану, бутану, ізобутану, пентану та ізопентану.  
Починаючи з 1985-го ізобутан споживала розташована на тому ж чайковському майданчику установка дегідрогенізації, що в свою чергу забезпечувала роботу виробництва ізопрену – мономеру каучука (можливо відзначити, що хоча в 1994-му продукування ізопрену в Чайковському припинилось, проте установка дегідрогенізації продовжила діяти).
Первісно ЦГФУ мала річну потужність на рівні 750 тисяч тон, а в 2007-му цей показник збільшили до 800 тисяч тон.